# U 28 (U-Boot, 1974)
U 28 (NATO-Bezeichnung S 177) war ein deutsches U-Boot der U-Boot-Klasse 206 der Bundesmarine. Es ist am 16. Januar 1973 bei den Rhein-Stahl-Nordseewerken in Emden mit der Baunummer 50/448 auf Kiel gelegt worden.
Taufpatin war Frau Herta Gruschka.
Zwischen Mai 1989 und Juli 1990 wurde es als erstes U-Boot dieser Klasse bei der Howaldtswerke-Deutsche Werft zur verbesserten Klasse 206 A umgebaut.
Das Boot war insgesamt 2125 Tage auf See und legte dabei 180.376,7 Seemeilen zurück. Am 14. Mai 2008 wurde es bei der VEBEG versteigert, um im Laufe des Jahres 2010 bei der Scheepssloperij Nederland B.V. in ’s-Gravendeel verschrottet zu werden.

## Kommandanten
Die Kommandanten des Unterseebootes U 28 waren:

| Dienstgrad      | Name           | von                | bis                |
| --------------- | -------------- | ------------------ | ------------------ |
| Kapitänleutnant | Haase          | 18. Dezember 1974  | 31. März 1975      |
| Kapitänleutnant | Saß            | 31. März 1975      | 12. April 1978     |
| Kapitänleutnant | Windolph       | 12. April 1978     | 30. September 1979 |
| Kapitänleutnant | Kupczyk        | 30. September 1979 | 1. Oktober 1981    |
| Kapitänleutnant | Scharf         | 1. Oktober 1981    | 27. April 1984     |
| Kapitänleutnant | Weiß           | 27. April 1984     | 1. Oktober 1987    |
| Kapitänleutnant | Mandt          | 1. Oktober 1987    | 15. März 1988      |
| Kapitänleutnant | Frank          | 15. März 1988      | 28. Juni 1988      |
| Kapitänleutnant | Hetke          | 28. Juni 1988      | 1. September 1989  |
| Kapitänleutnant | Becker, P.     | 1. September 1989  | 26. September 1991 |
| Kapitänleutnant | Schmitt–Raiser | 26. September 1991 | 11. Juli 1994      |
| Kapitänleutnant | Loth           | 11. Juli 1994      | 8. März 1995       |
| Kapitänleutnant | Zerull         | 8. März 1995       | 26. September 1997 |
| Kapitänleutnant | Laube          | 26. September 1997 | 29. Juni 2000      |
| Kapitänleutnant | Zickermann     | 29. Juni 2000      | 30. Juni 2003      |